# Jef Van den Bergh
Pour les articles homonymes, voir Van den Bergh.
Jef Van den Bergh, né le 5 février 1973 à Essen est un homme politique belge flamand, membre du CD&V.
Il est licencié en sciences politiques et sociales. 

## Fonctions politiques
- Ancien collaborateur du groupe CD&V du Conseil flamand.
- Conseiller communal de Kalmthout.
- Député fédéral depuis le 8 juillet 2004.